# Joaquim Alves de Oliveira
Joaquim Alves de Oliveira, (Pilar de Goiás, 18 de agosto de 1770 — Pirenópolis, 4 de outubro de 1851), foi um grande produtor rural, agraciado com os títulos de Honra de Moço Fidalgo da Casa Imperial, Ordem do Cruzeiro, Comenda de Cavaleiro da Ordem da Rosa e a patente de tenente-coronel, sendo também o criador do jornal A Matutina Meiapontense.

## Biografia
Filho de Domingos Alves de Campos e de Páscoa Pinto de Oliveira. Em 1779, com a morte de seu pai, sua família passou sua guarda ao padre Antônio de Azevedo Batista, que o influenciou a seguir carreira eclesiástica, no Rio de Janeiro. 
Em 1792, ao se descobrir sem vocação para o sacerdócio, resolve investir na carreira comercial, ainda no Rio de Janeiro. Em pouco tempo juntou uma pequena fortuna e retornou para o então arraial de Meia Ponte, abrindo frentes de comércio, viajando constantemente com mulas para transporte de mercadorias.
No ano de 1802, iniciou a construção do Engenho São Joaquim (hoje Fazenda Babilônia), que logo se tornou a maior propriedade agrícola da província, sendo foi visitada por ilustres cientistas viajantes europeus, entre eles Auguste de Saint-Hilaire, que descreveu o imóvel em seu livro Viagem às nascentes do Rio São Francisco e pela província de Goiás. Além de plantar e beneficiar algodão e cana-de-açúcar, Oliveira se dedicava a incentivar a reprodução dos escravos para a venda.
Casou-se, em 1803, com Ana Rosa Moreira, com quem teve três filhos. Dois meninos morreram ainda crianças, e a filha Ana Joaquina Alves de Oliveira, a mais velha, casou-se com o coronel Joaquim da Costa Teixeira. Mais tarde, no ano de 1833, Ana Joaquina provocaria a morte trágica da mãe, que a flagrou em contato íntimo com um escravo num dos aposentos do Engenho São Joaquim. O escravo, ao ser surpreendido com a filha do senhor em adultério, desferiu um tiro mortal no coração da mãe de sua cúmplice.
Religioso, membro da Irmandade do Santíssimo Sacramento a qual por anos foi o Provedor, custeou a primeira e grande reforma da igreja Matriz de Nossa Senhora do Rosário, ocorrida em 1830, foi custeada por Oliveira. Em 1811, pelo seu combate à epidemia de sarampo que assolou o arraial de Meia Ponte, foi honrado com poemas do primeiro poeta goiano, Florêncio Antônio da Fonseca Grostom.
Influenciado pelo padre Luís Gonzaga de Camargo Fleury, o Comendador Oliveira, em 5 de março de 1830, inaugurou a primeira tipografia de Goiás e editou o primeiro jornal do Centro-Oeste, chamado A Matutina Meiapontense, que circulou entre 5 de março de 1830 a 24 de maio de 1834, totalizando 526 números, tendo como primeiro diretor o padre Gonzaga. 
E ainda naquele mesmo ano, no dia 3 de maio, fundou a primeira biblioteca de Goiás.
Em 1836, o governo de Goiás comprou a Tipografia D’Oliveira, para imprimir o Correio Oficial. 
No dia 4 de outubro de 1851 o Comendador Oliveira faleceu em Pirenópolis, aos 81 anos.
Joaquim Alves de Oliveira é Patrono da Cadeira nº 02 da Academia Pirenopolina de Letras, Artes e Música.